# Otites gradualis
Otites gradualis är en tvåvingeart som beskrevs av Miguel Carles-Tolrá 1998. 
Otites gradualis ingår i släktet Otites och familjen fläckflugor. Inga underarter finns listade i Catalogue of Life.